# São-toméische Fußballnationalmannschaft der Frauen
Die são-toméische Frauenfußballnationalmannschaft ist eine Auswahlmannschaft der Federação Santomense de Futebol, die das Land São Tomé und Príncipe auf internationaler Ebene bei Frauen-Länderspielen vertritt. Die Mannschaft nahm bislang nur an der Qualifikation zum Afrika-Cup teil, jedoch nicht am Afrika-Cup selbst oder an Weltmeisterschaften.

## Geschichte
Ihr erstes Spiel absolvierte die Mannschaft im Rahmen der Qualifikation zur Afrikameisterschaft 2002. Das Hinspiel gegen Gabun wurde mit 0:2 verloren. Nach einer weiteren Niederlage im Rückspiel schied das Team aus. Bei der Qualifikation zur Afrikameisterschaft 2006 schied São Tomé und Príncipe nach zwei Niederlagen gegen Togo bereits in der Ausscheidungsrunde aus. Bei der Qualifikation zum Afrika-Cup 2022 unterlag die Mannschaft im Hinspiel erneut gegen Togo und zog daraufhin ihre Teilnahme zurück. Im Rahmen der Qualifikation zum Afrika-Cup 2025 hätte São Tomé und Príncipe gegen Nigeria spielen sollen, zog seine Teilnahme jedoch vorher zurück.

## Turniere

### Weltmeisterschaft
- 1991 bis 2027 – nicht teilgenommen

### Afrika-Cup
- 1991 bis 2000 – nicht teilgenommen
- 2002 – nicht qualifiziert
- 2004 – nicht teilgenommen
- 2006 – nicht qualifiziert
- 2008 bis 2018 – nicht teilgenommen
- 2020 – Turnier abgesagt
- 2022 – nicht qualifiziert
- 2025 – Teilnahme zurückgezogen
- 2026 – nicht teilgenommen

### Zentralafrikameisterschaft
- 2020 – nicht teilgenommen